# Rotes Luch

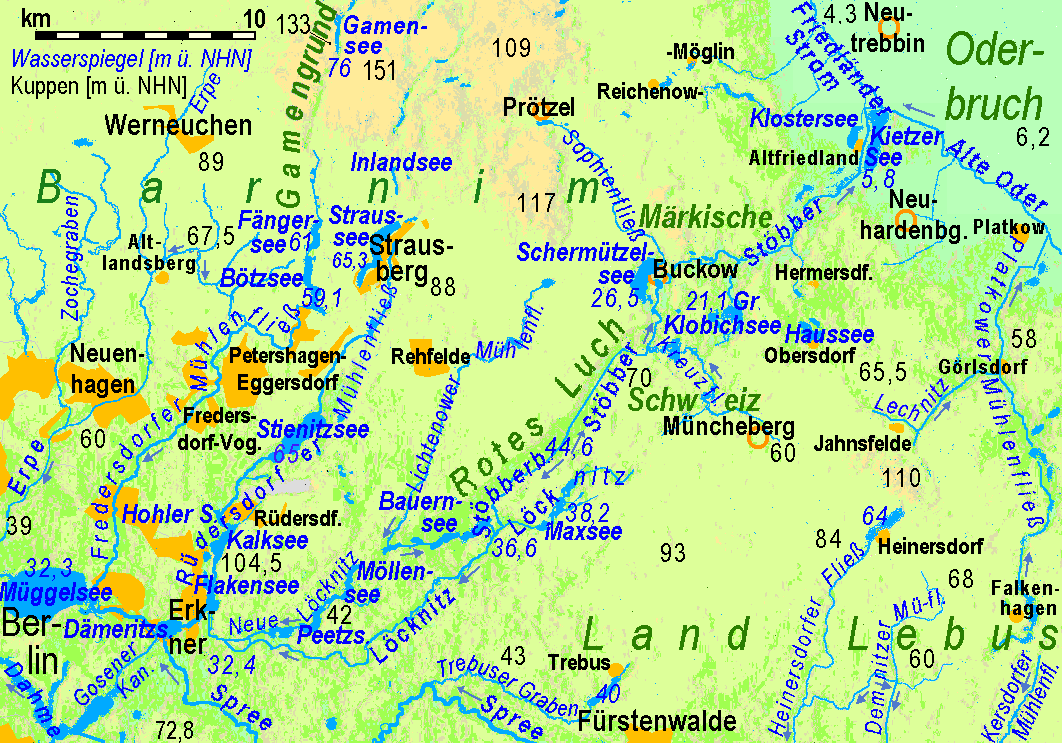
Rotes Luch zwischen Berlin und dem Oderbruch

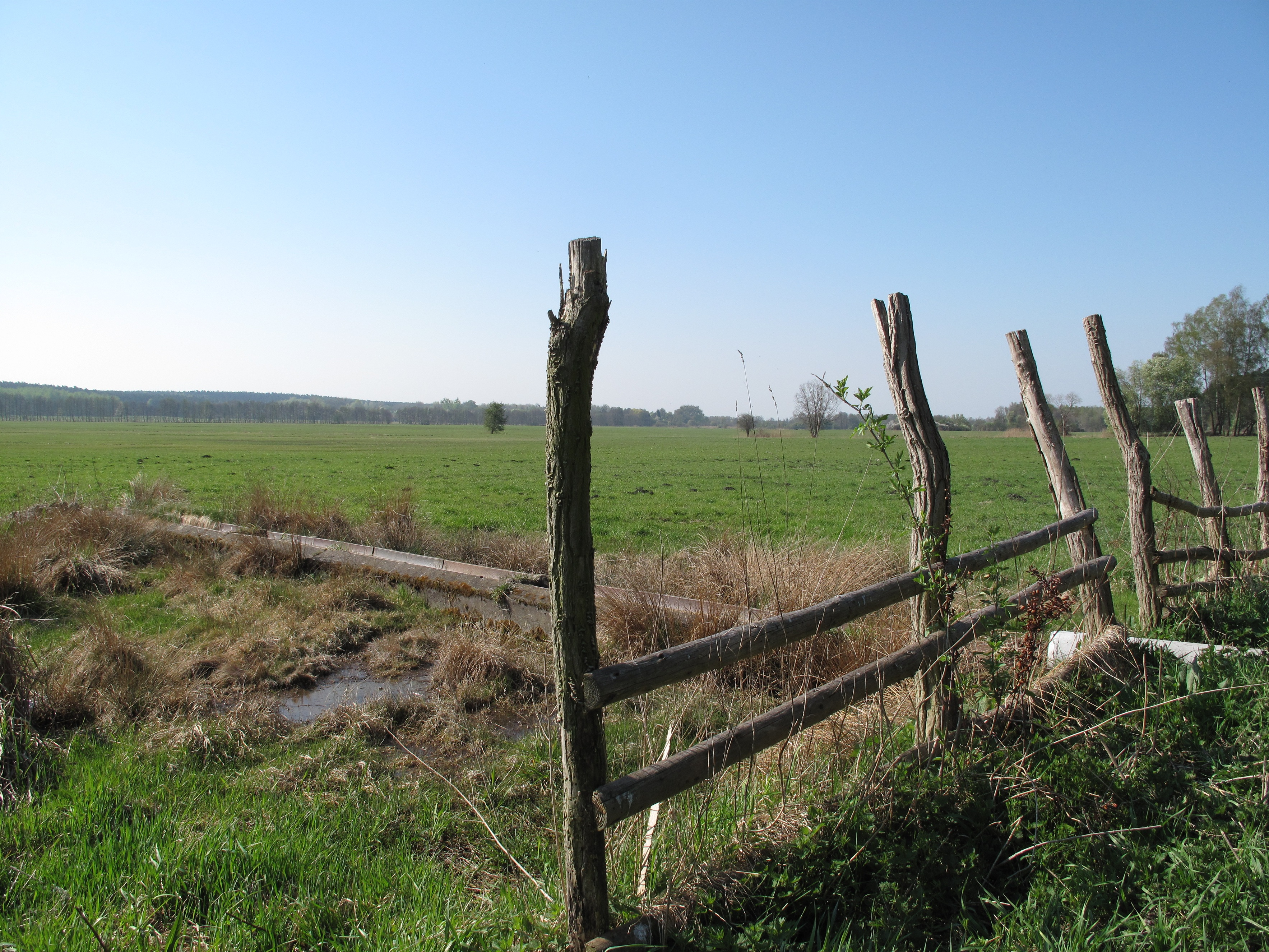
Niedermoorlandschaft

Das Rote Luch ist der höchstgelegene Teil der eiszeitlichen Buckower Rinne, die das Berliner Urstromtal bei Erkner mit dem Oderbruch im Eberswalder Urstromtal bei Neutrebbin verbindet und die nordwestlich gelegene Hochfläche des Barnim von der südöstlich gelegenen des Landes Lebus trennt.

## Geschichte
Nach der Kälteperiode der Letzten Eiszeit schmolzen Schnee und Eis und sammelten sich als Schmelzwasser unter anderem im Roten Luch. Nach und nach verschwand das Wasser; der Boden vertorfte und versandete.
Während der Zeit des Nationalsozialismus setzte das Kaiser-Wilhelm-Institut für Züchtungsforschung in der Landwirtschaft an diesem Standort Zwangsarbeiter ein.
Von 1956 bis 1993 war hier das Nachrichtenregiment 14 der NVA-Luftstreitkräfte stationiert.

## Ausgestaltung
Das Rote Luch ist etwa 11 km lang und gut einen Kilometer breit und enthält eine Pseudobifurkation oder Talwasserscheide. Der Gewässerspiegel liegt im Scheitelbereich auf 46,3 m ü. NHN, das Bodenniveau liegt 25 bis 40 Meter niedriger als die umliegenden Moränenhügel. Das Wiesengebiet des Luches ist südöstlich fast vollständig von Wald begrenzt, während sich nordwestlich auch Ackerland anschließt. Das Luch ist Teil des Naturparks Märkische Schweiz. Aus den Gräben im Luch, vor allem dem schnurgeraden Hauptgraben, fließt das Wasser nordostwärts als der 27 km lange Stöbber durch die Märkische Schweiz ins Oderbruch und vereinigt sich dort 3,8 m über NHN mit einer Alten Oder, von dieser Mündung bis nach Wriezen auch Friedländer Strom genannt. Südwestwärts verlässt das Wasser das Luch als Stöbberbach und mündet knapp 10 km vom Scheitelbereich und etwa 6 km vom Südwestende des Luchs in die beim Forsthaus Bienenwerder oberhalb des Maxsees entspringende Löcknitz, die nach 25 km auf 32,4 m über NHN in den Dämeritzsee der Spree mündet. Im Scheitelbereich wird das Rote Luch von der Bahnstrecke Berlin–Kostrzyn gekreuzt, ehemals Teil der Preußischen Ostbahn. Der Bahnhof Rotes Luch ist heute außer Betrieb.

## Fauna und Flora

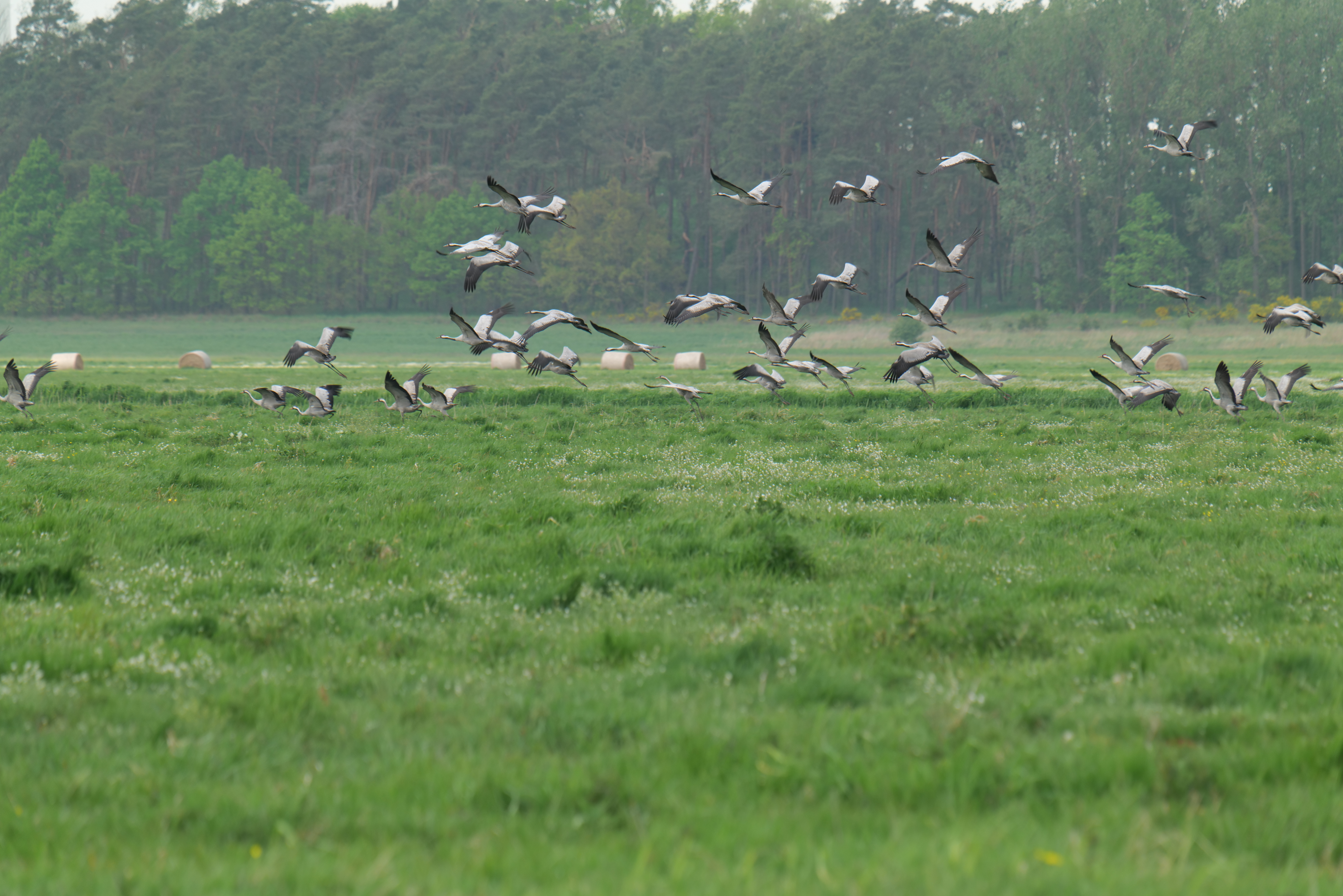
Kraniche im Roten Luch.

Im Gebiet finden sich kalkreiche Niedermoore, Wälder mit altem Bestand aus Erlen, Eschen und Weichholzauenwäldern. Auf den offenen Flächen findet der Besucher basischen Sand- und Steppenrasen, daran angrenzend Eichen- und Hainbuchenwälder. Im Gebiet wurden der Eisvogel, das Braunkehlchen, der Neuntöter und der Mittelspecht nachgewiesen. In den Flüssen leben der Fischotter, der Steinbeißer, die Schlammpeitzger und der Biber. Daneben ist die Region der Lebensraum der Bachmuschel und des Flachen Posthörnchens. Auf den offenen Flächen wachsen das Gefleckte Knabenkraut, die Echte Brunnenkresse, das Mauer-Gipskraut sowie das Breitblättrige Knabenkraut.

## Zugang
Das Gebiet wird von mehreren Wanderwegen erschlossen. Einer führt beispielsweise vom Rehfelder Ortsteil Werder auf 17 km in das Luch und über Zinndorf wieder zum Ausgangspunkt.